# بالتیمور (ورمونت)
بالتیمور (به انگلیسی: Baltimore) یک منطقهٔ مسکونی در ایالات متحده آمریکا است که در شهرستان وینزر، ورمانت واقع شده‌است. بالتیمور ۱۲٫۱ کیلومتر مربع مساحت و ۲۲۹ نفر جمعیت دارد و ۳۱۱ متر بالاتر از سطح دریا واقع شده‌است.